# Tatra T3

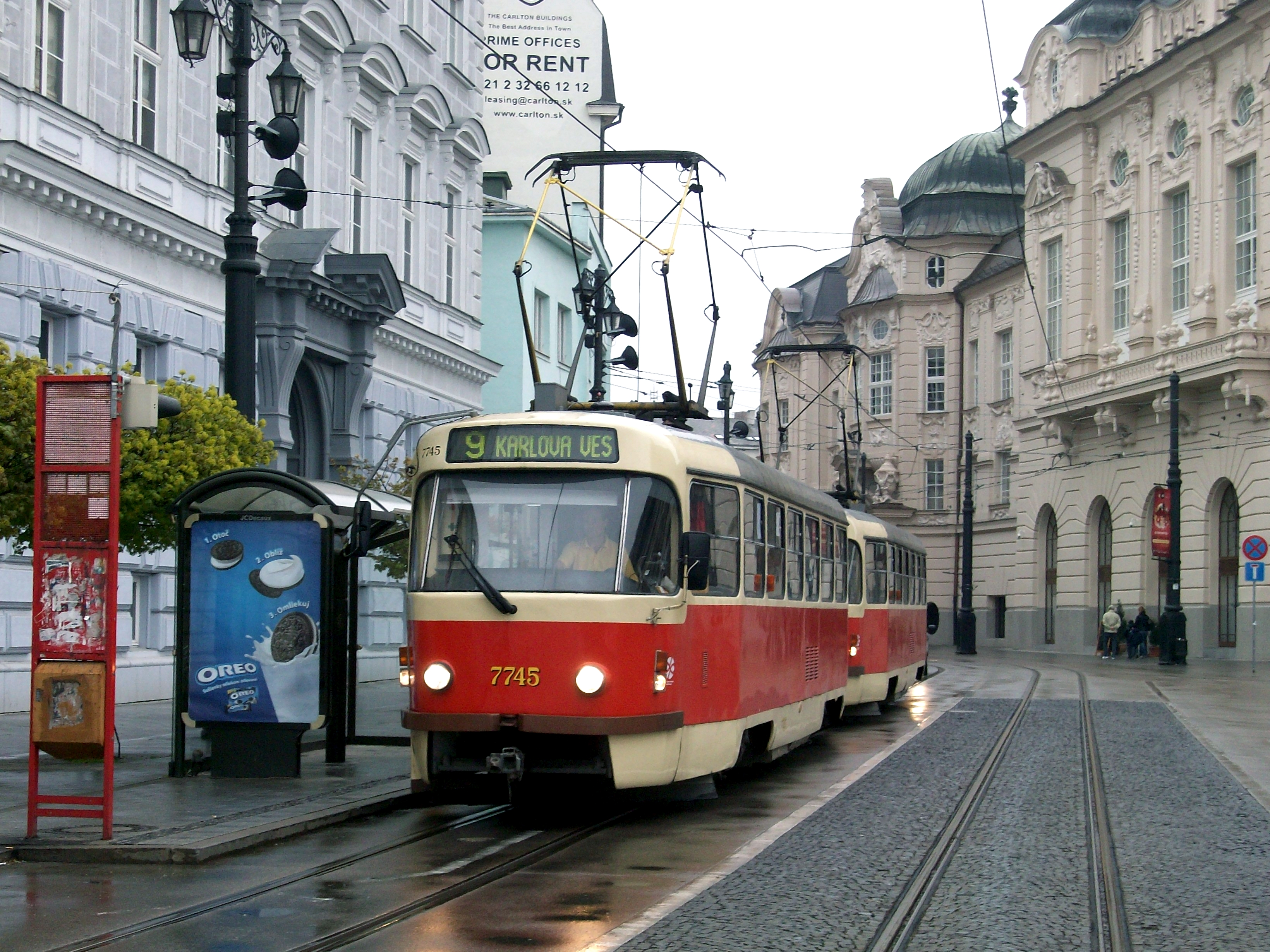
Tatra T3 en Bratislava, Eslovaquia.

El Tatra T3 es un tranvía, construido por la empresa checa ČKD (Českomoravská Kolben-Daněk, ČKD Tatra) de 1961 a 1990. Ha sido usado en redes de tranvías de los Países del Este.

## Modelos

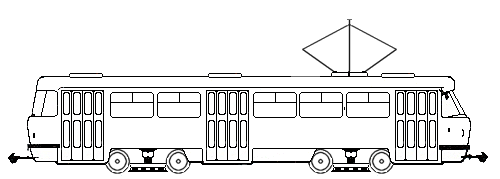
Esquema del tranvía.

La creación del T3 fue muy difícil. El vehículo debía tener la misma capacidad que su predecesor, el Tatra T2, pero ser más sencillo de construir. Se realizaron varias versiones, que correspondieron a su país de destino así como a las evoluciones del modelo. El vehículo circuló en todas las compañías de tranvía de la antigua Checoslovaquia. El principal cliente fue la red de tranvías de Praga, que recibió más de mil vehículos. El T3 es aún utilizado en esas ciudades, pero en versiones a menudo modernizadas.

### T3SU
Del T3SU (SU por Unión Soviética) fueron fabricadas 11 368 unidades, haciendo de este modelo el más producido del mundo. Las primeras unidades fueron entregadas en 1963 en Moscú y en otras 33 ciudades soviéticas. Por lo prolongado de la producción, los convoyes, aunque del mismo modelo, pueden diferenciarse interior o exteriormente (colores, ventanas, etc.).

#### T3SUCS
El T3SUCS (SU por Unión Soviética, CS por Checoslovaquia) es la versión destinada a Checoslovaquia. Se dejó de fabricar en 1976 para concentrarse en el desarrollo de nuevos vehículos.

### T3D
El T3D (D por Alemania (Deutschland) es la versión destinada a la Alemania del Este. Los primeros convoyes circularon desde 1964 en Dresde. Eran usados también como remolques con el nombre B3D.

### T3YU
El T3YU  (YU por Yugoslavia) es la versión destinada a Yugoslavia. A partir de 1967, todos los T3 destinados a ese país son equipados con pantógrafo y bujías diferentes.

### T3R
El T3R  (R por Rumanía) es la versión destinada a Rumanía). Los primeros vehículos fueron entregados en 1967 en la ciudad de Galaţi. Se diferenciaron de la versión checoslovaca por su equipamiento eléctrico: 750V en lugar de 600V. Estos convoyes eran muy largos y sólo circularon en esa ciudad.

### Modernizaciones
Los modelos T3M, T3G, T3R.P, etc. corresponden a modernizaciones efectuadas por los operadores o los constructores.

## Galería

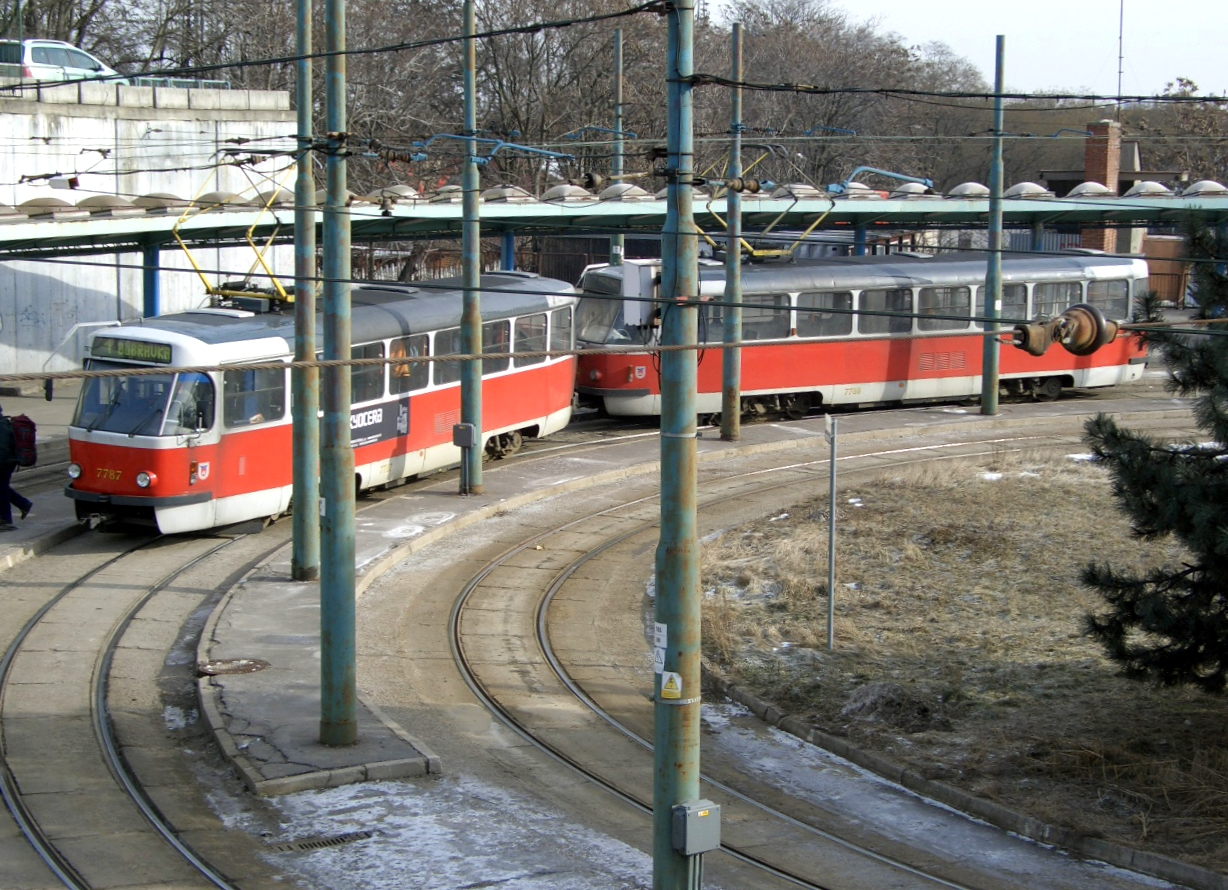
Tatra T3SUCS modernizado a T3P, en Bratislava.
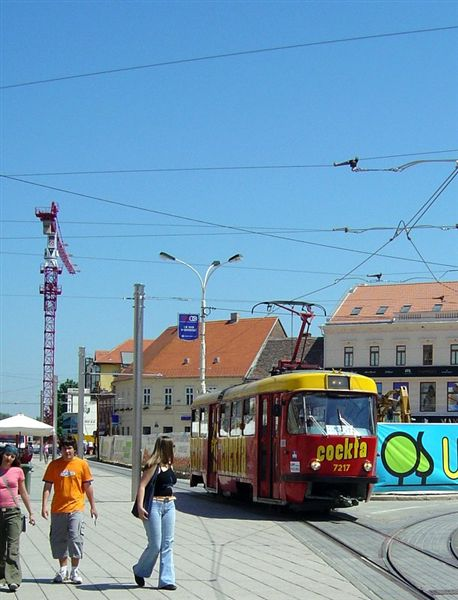
Tatra T3YU en Osijek (sin modernizar).
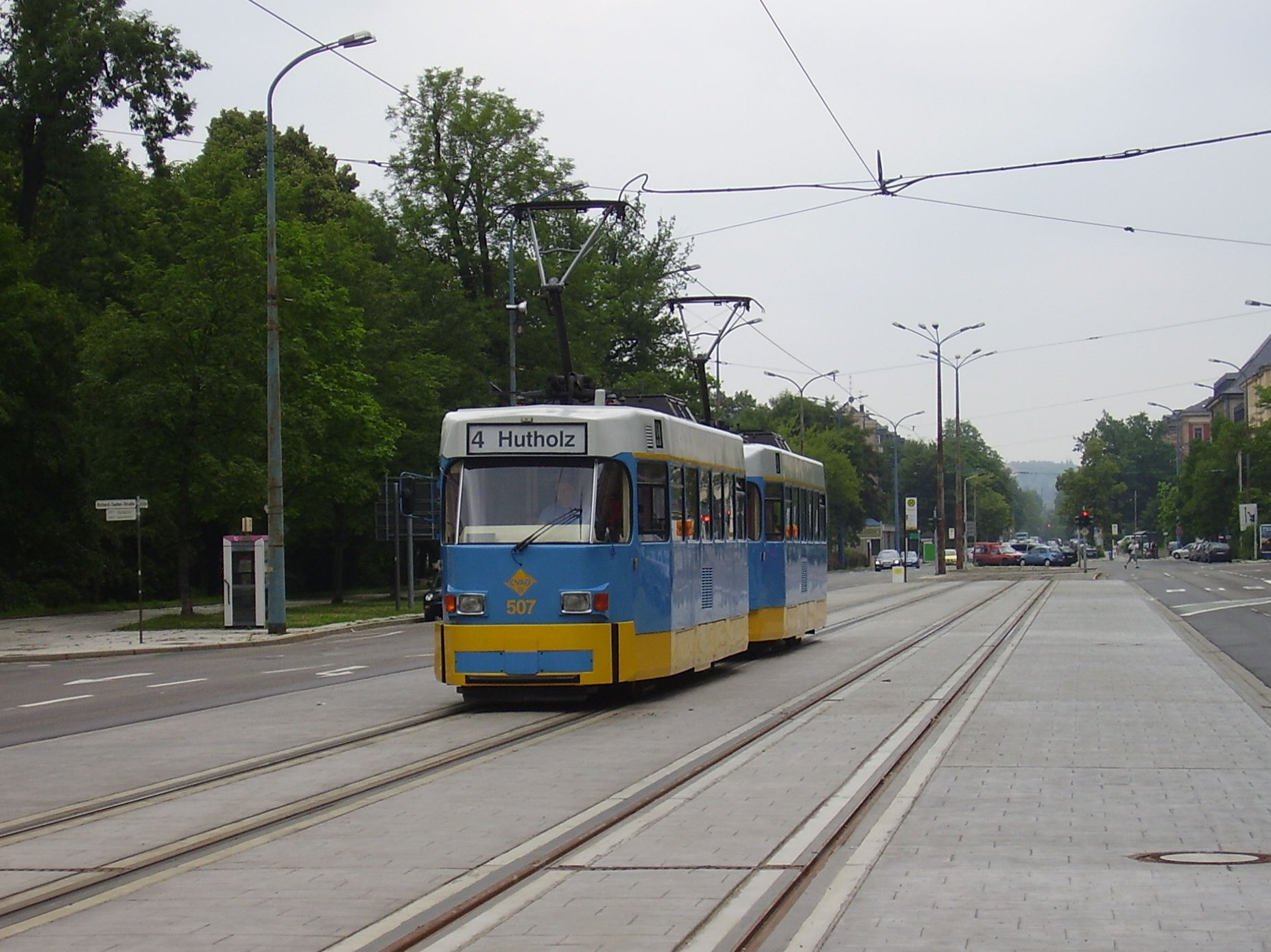
Tatra T3D en Chemnitz (modernizado).
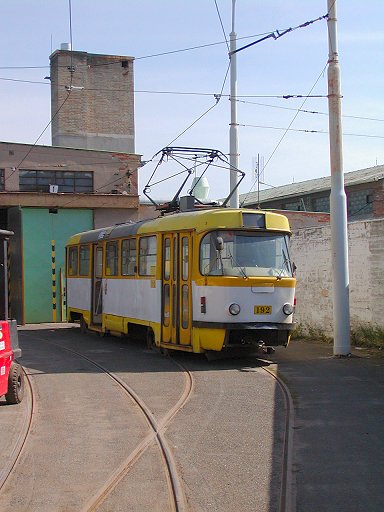
Tatra T3 en Plzen.
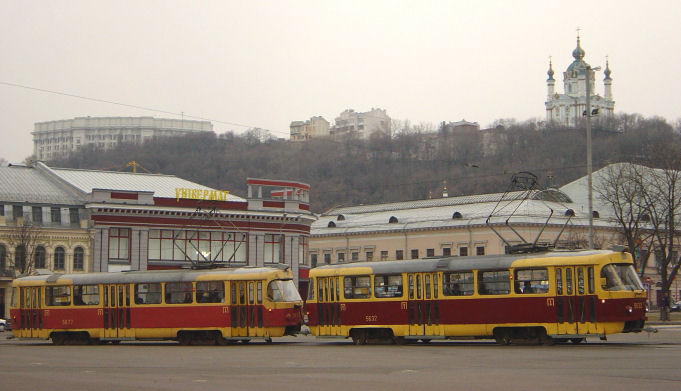
Tatra T3SU en Kiev.
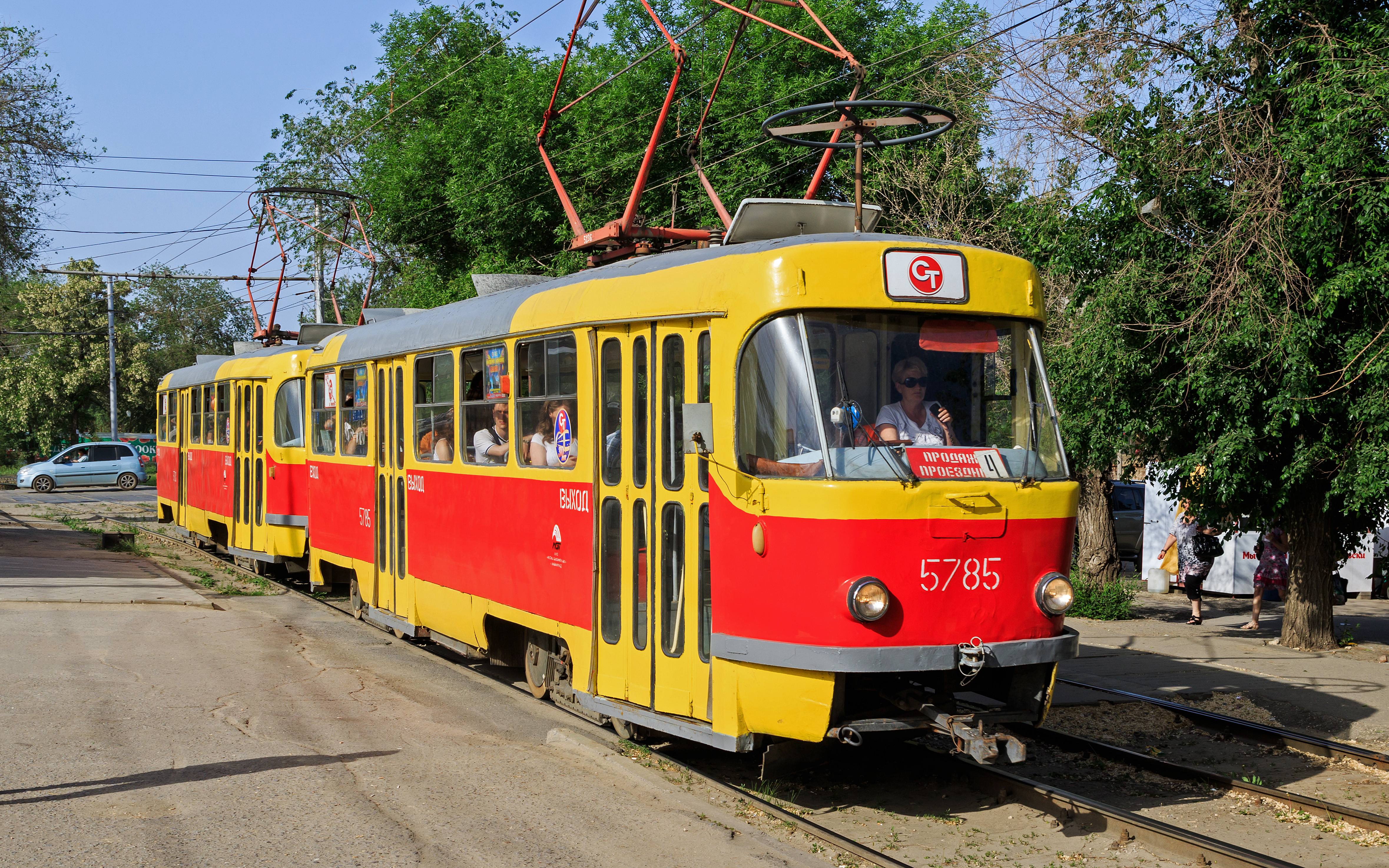
Tatra T3SU en Volgogrado.
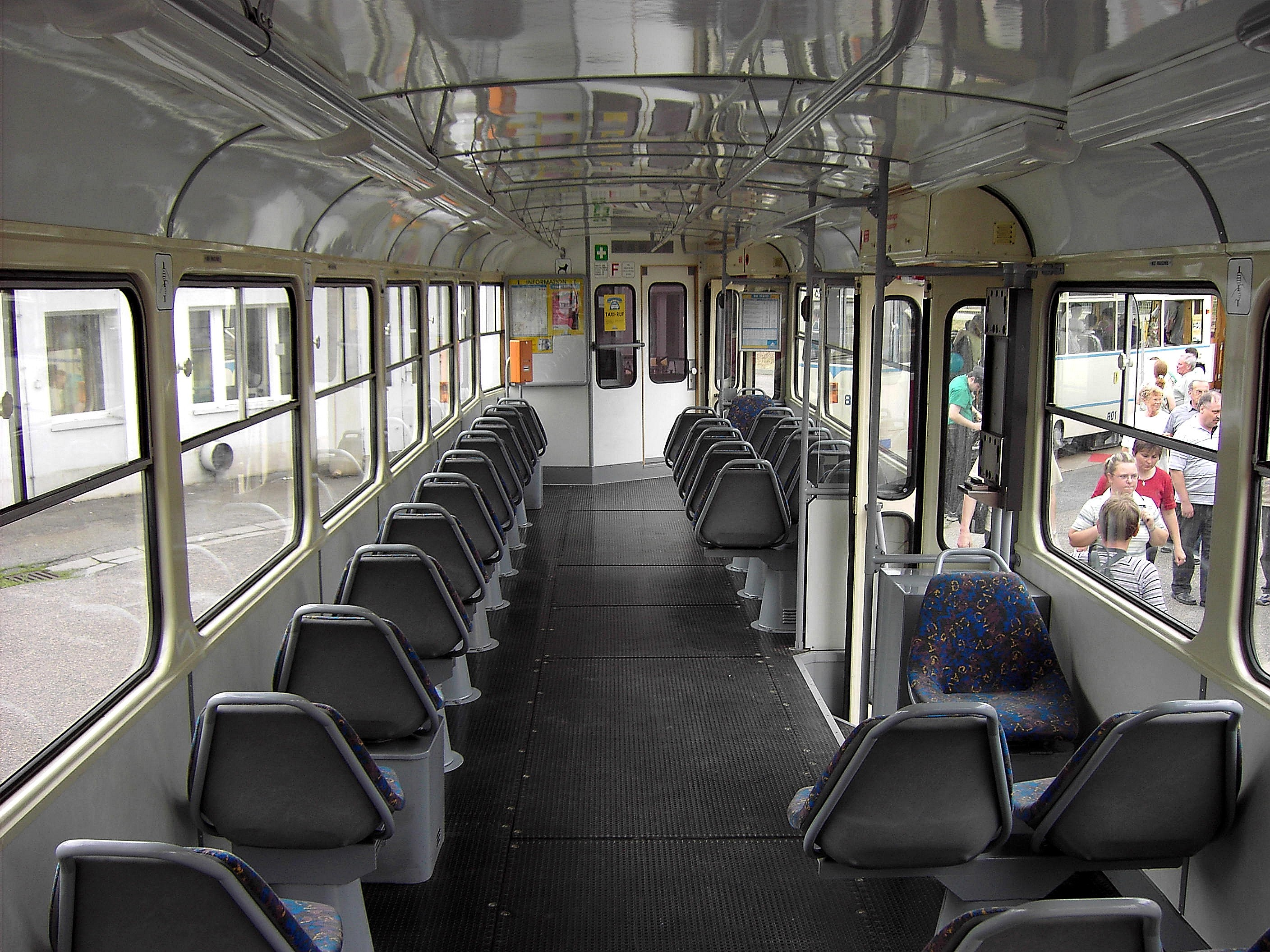
Interior de un Tatra T3D en Chemnitz.
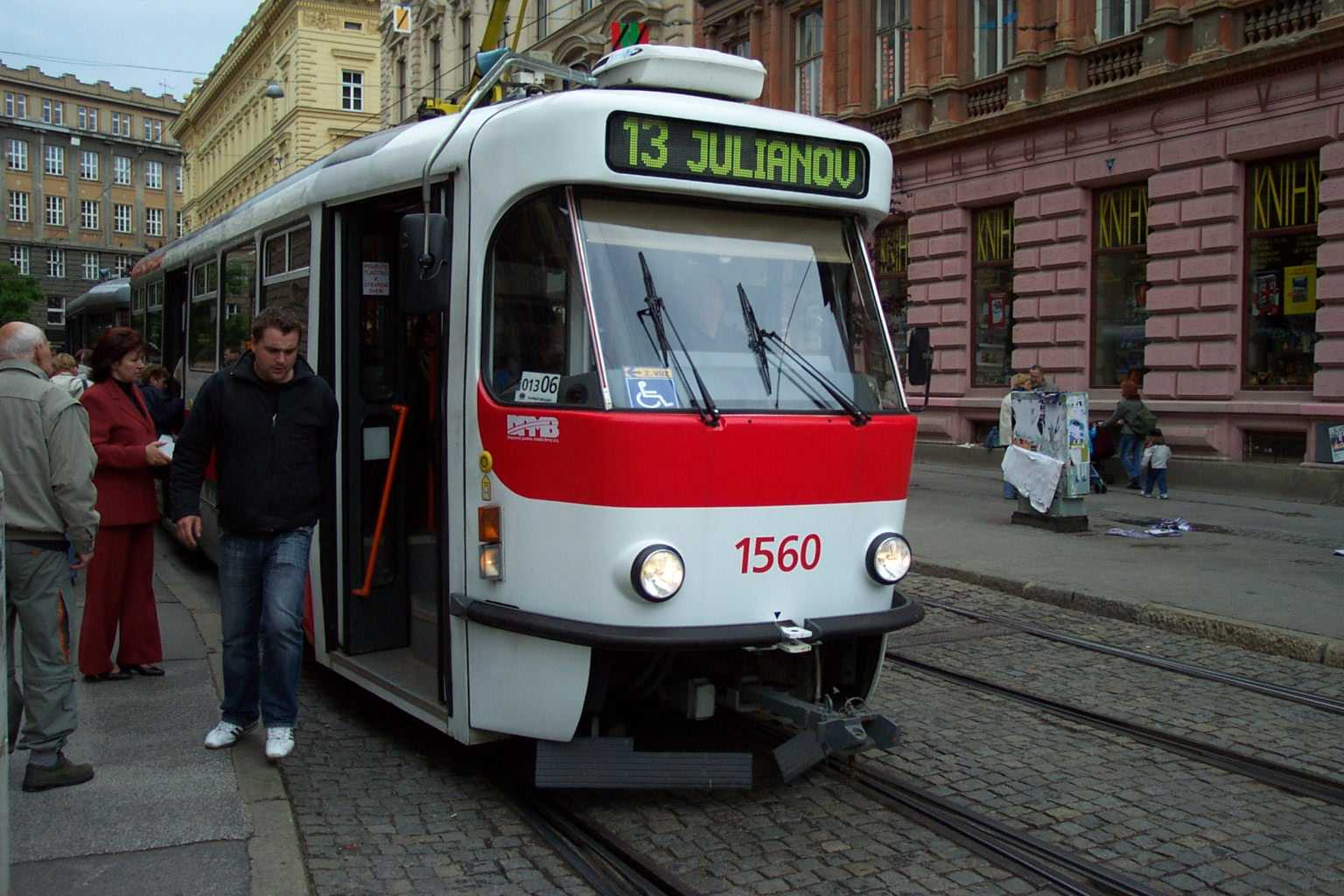
Tatra T3SUCS modernizado en Brno.
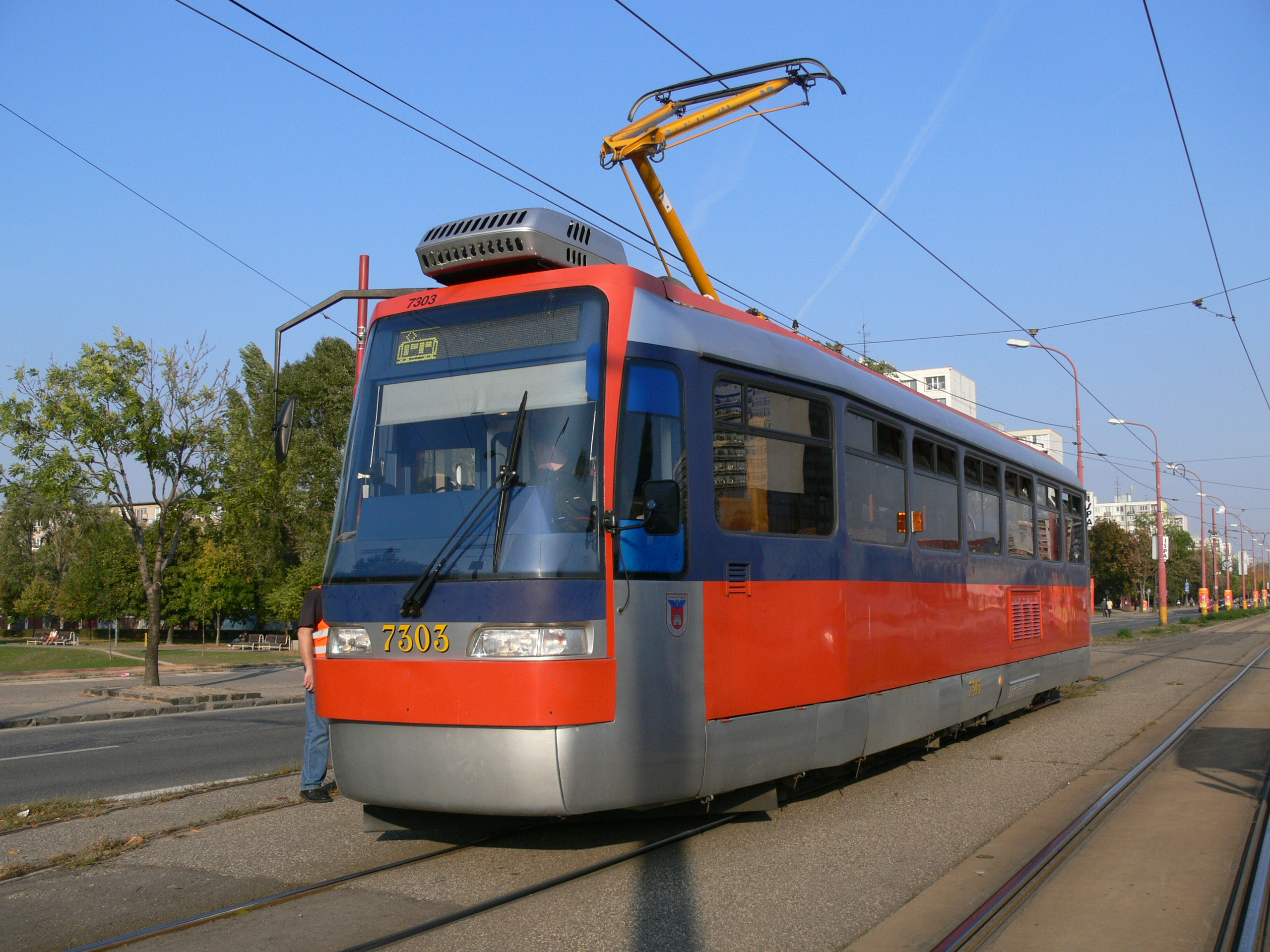
Tatra T3 modernizado en Bratislava.
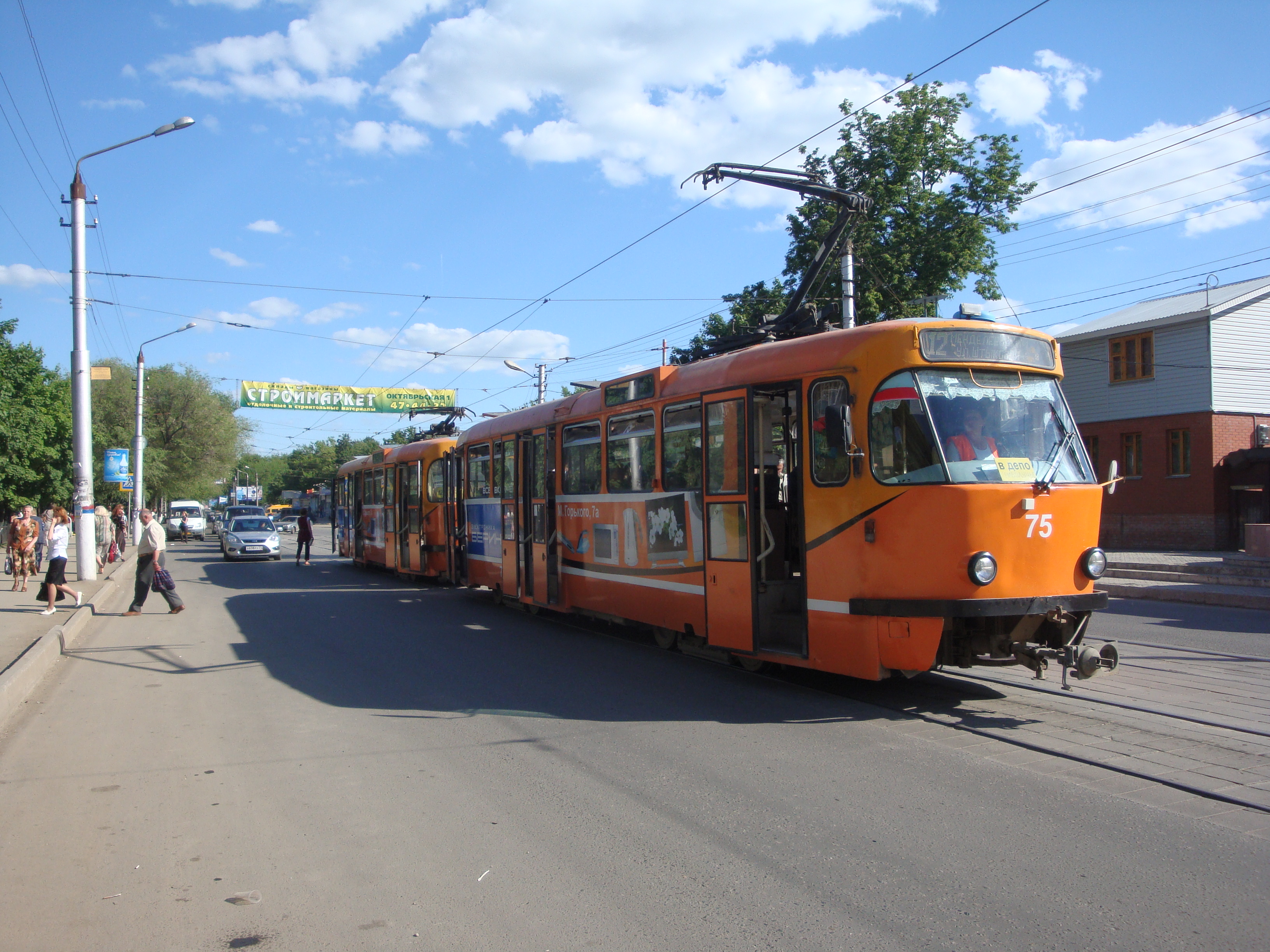
Tatra T3DC (Alemán modernizado) en Tula.
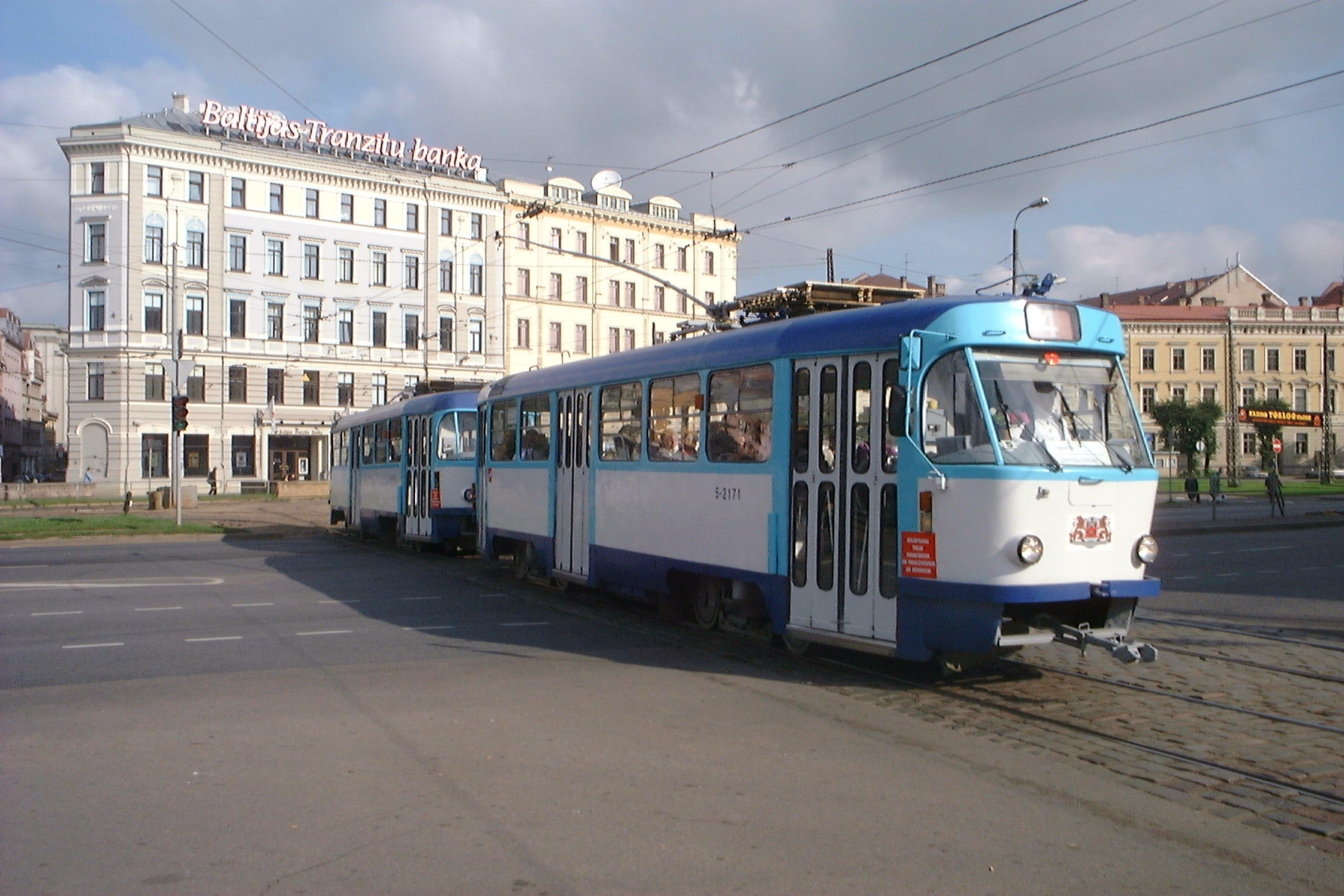
Tatra T3SU modificado en Estonia.
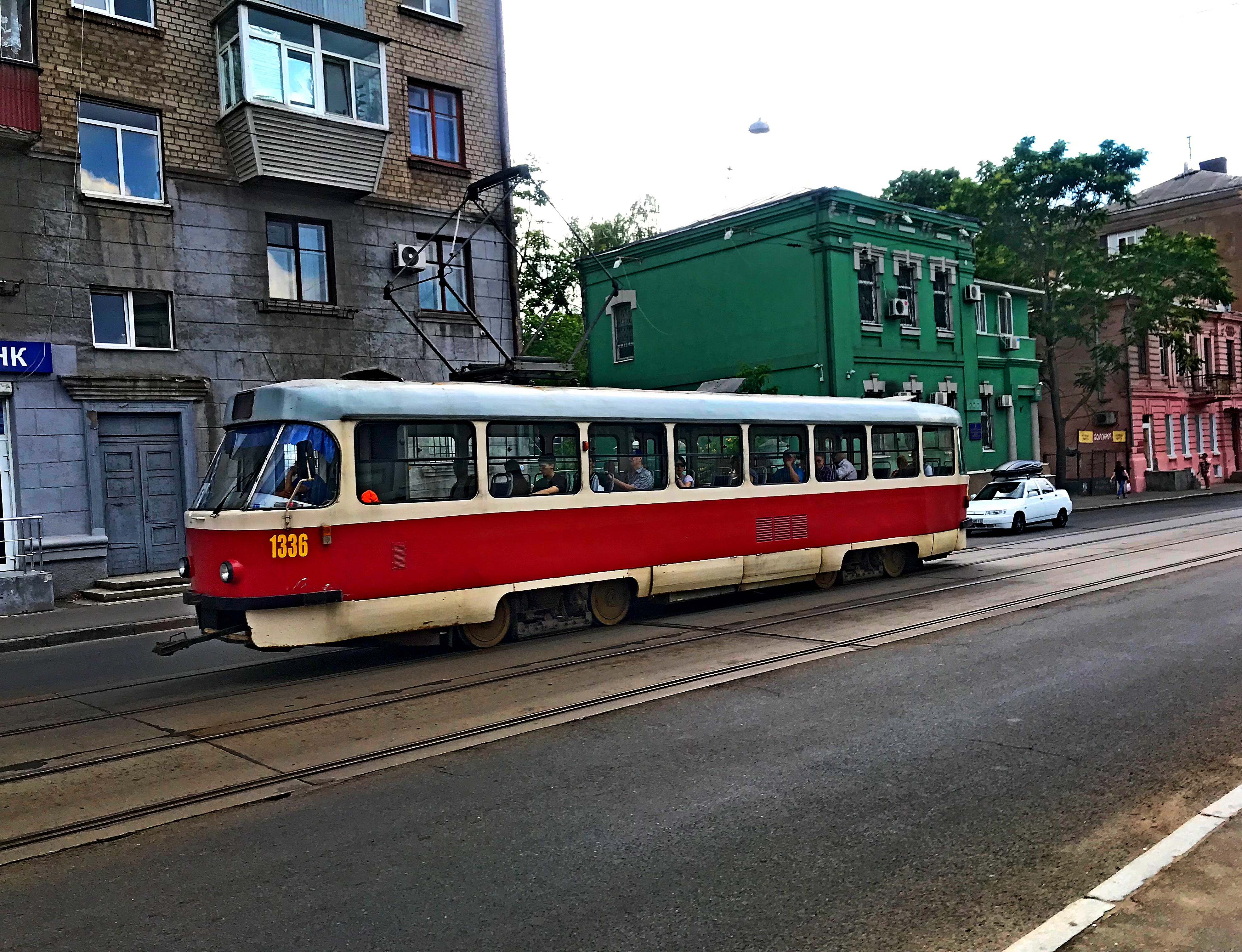
Tatra T3 en Dnipro.
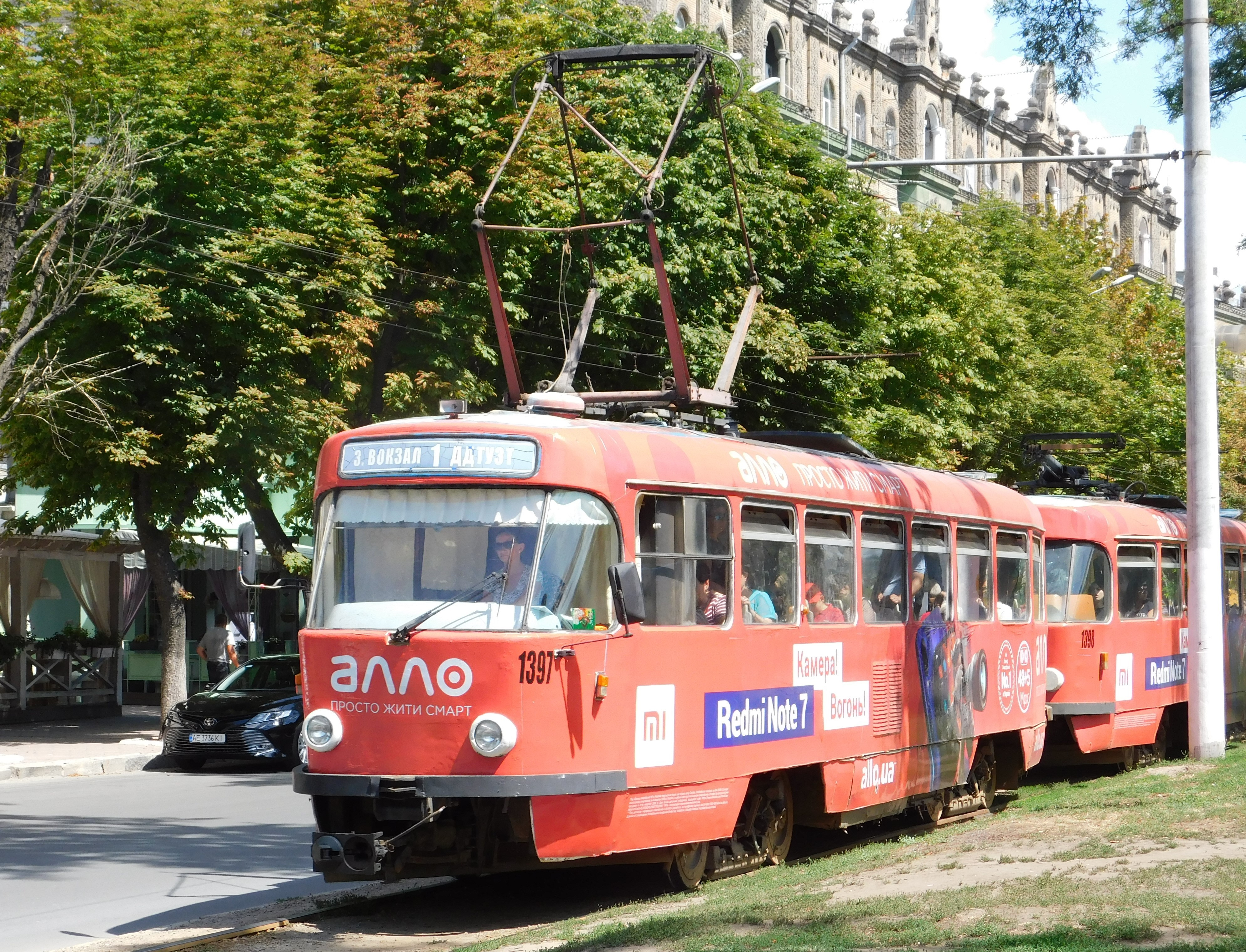
Tatra T3DC1 en Dnipro.

## Producción
14.113 tranvías fueron producidos y entregados a las siguientes ciudades:
|                               | Ciudad           | Años      | T3   | T3SUCS | T3SU  | T3D | B3D | T3YU | B3YU | T3R | Total |
| ----------------------------- | ---------------- | --------- | ---- | ------ | ----- | --- | --- | ---- | ---- | --- | ----- |
| Unión Soviética               | Barnaúl          | 1967–1985 | 0    | 0      | 444   | 0   | 0   | 0    | 0    | 0   | 444   |
| Checoslovaquia                | Bratislava       | 1964–1989 | 58   | 130    | 0     | 0   | 0   | 0    | 0    | 0   | 188   |
| Checoslovaquia                | Brno             | 1963–1989 | 109  | 53     | 0     | 0   | 0   | 0    | 0    | 0   | 162   |
| República Democrática Alemana | Karl-Marx-Stadt  | 1966–1988 | 0    | 0      | 0     | 132 | 62  | 0    | 0    | 0   | 194   |
| Unión Soviética               | Dnipropetrovsk   | 1968–1987 | 0    | 0      | 370   | 0   | 0   | 0    | 0    | 0   | 370   |
| Unión Soviética               | Dniprodzerzhynsk | 1972–1986 | 0    | 0      | 183   | 0   | 0   | 0    | 0    | 0   | 183   |
| Unión Soviética               | Donetsk          | 1967–1987 | 0    | 0      | 251   | 0   | 0   | 0    | 0    | 0   | 251   |
| Rumania                       | Galați           | 1971–1974 | 0    | 0      | 0     | 0   | 0   | 0    | 0    | 50  | 50    |
| Unión Soviética               | Grozny           | 1981–1986 | 0    | 0      | 70    | 0   | 0   | 0    | 0    | 0   | 70    |
| Unión Soviética               | Irkutsk          | 1967–1968 | 0    | 0      | 30    | 0   | 0   | 0    | 0    | 0   | 30    |
| Unión Soviética               | Izhevsk          | 1966–1986 | 0    | 0      | 270   | 0   | 0   | 0    | 0    | 0   | 270   |
| Unión Soviética               | Jarkiv           | 1967–1987 | 0    | 3      | 735   | 0   | 0   | 0    | 0    | 0   | 735   |
| Unión Soviética               | Kiev             | 1964–1987 | 0    | 0      | 923   | 0   | 0   | 0    | 0    | 0   | 923   |
| Checoslovaquia                | Košice           | 1963–1989 | 97   | 89     | 0     | 0   | 0   | 0    | 0    | 0   | 184   |
| Unión Soviética               | Kramatorsk       | 1967      | 0    | 0      | 2     | 0   | 0   | 0    | 0    | 0   | 2     |
| Unión Soviética               | Krasnodar        | 1980–1986 | 0    | 0      | 115   | 0   | 0   | 0    | 0    | 0   | 115   |
| Unión Soviética               | Krivói Rog       | 1986–1987 | 0    | 0      | 50    | 0   | 0   | 0    | 0    | 0   | 50    |
| Unión Soviética               | Kursk            | 1966–1987 | 0    | 0      | 278   | 0   | 0   | 0    | 0    | 0   | 278   |
| Checoslovaquia                | Liberec          | 1965–1987 | 20   | 34     | 0     | 0   | 0   | 0    | 0    | 0   | 54    |
| Unión Soviética               | Mariúpol         | 1967–1975 | 0    | 0      | 32    | 0   | 0   | 0    | 0    | 0   | 32    |
| Unión Soviética               | Moscú            | 1963–1987 | 0    | 0      | 2069  | 0   | 0   | 0    | 0    | 0   | 2069  |
| Checoslovaquia                | Most             | 1967–1987 | 9    | 67     | 0     | 0   | 0   | 0    | 0    | 0   | 76    |
| Unión Soviética               | Nizhni Nóvgorod  | 1978–1986 | 0    | 0      | 220   | 0   | 0   | 0    | 0    | 0   | 220   |
| Unión Soviética               | Novokuznetsk     | 1967–1986 | 0    | 0      | 215   | 0   | 0   | 0    | 0    | 0   | 215   |
| Unión Soviética               | Odesa            | 1966–1987 | 0    | 0      | 484   | 0   | 0   | 0    | 0    | 0   | 484   |
| Checoslovaquia                | Olomouc          | 1966–1987 | 30   | 39     | 0     | 0   | 0   | 0    | 0    | 0   | 69    |
| Unión Soviética               | Oriol            | 1976–1985 | 0    | 0      | 85    | 0   | 0   | 0    | 0    | 0   | 85    |
| Yugoslavia                    | Osijek           | 1966–1982 | 0    | 0      | 0     | 0   | 0   | 26   | 4    | 0   | 30    |
| Checoslovaquia                | Ostrava          | 1965–1987 | 97   | 127    | 0     | 0   | 0   | 0    | 0    | 0   | 224   |
| Checoslovaquia                | Plzeň            | 1964–1989 | 48   | 80     | 0     | 0   | 0   | 0    | 0    | 0   | 128   |
| Checoslovaquia                | Praga            | 1960–1989 | 901  | 272    | 20    | 0   | 0   | 0    | 0    | 0   | 1193  |
| Unión Soviética               | Piatigorsk       | 1967–1987 | 0    | 0      | 117   | 0   | 0   | 0    | 0    | 0   | 117   |
| Unión Soviética               | Riga             | 1974–1987 | 0    | 0      | 243   | 0   | 0   | 0    | 0    | 0   | 243   |
| Unión Soviética               | Rostov del Don   | 1967–1987 | 0    | 0      | 405   | 0   | 0   | 0    | 0    | 0   | 405   |
| Unión Soviética               | Samara           | 1964–1986 | 0    | 0      | 619   | 0   | 0   | 0    | 0    | 0   | 619   |
| Yugoslavia                    | Sarajevo         | 1967–1969 | 0    | 0      | 0     | 0   | 0   | 20   | 0    | 0   | 20    |
| República Democrática Alemana | Schwerin         | 1973–1988 | 0    | 0      | 0     | 115 | 56  | 0    | 0    | 0   | 171   |
| Unión Soviética               | Taskent          | 1983–1985 | 0    | 0      | 18    | 0   | 0   | 0    | 0    | 0   | 18    |
| Unión Soviética               | Ufá              | 1966–1987 | 0    | 0      | 360   | 0   | 0   | 0    | 0    | 0   | 360   |
| Unión Soviética               | Uliánovsk        | 1966–1986 | 0    | 0      | 401   | 0   | 0   | 0    | 0    | 0   | 401   |
| Unión Soviética               | Tula             | 1965–1986 | 0    | 0      | 401   | 0   | 0   | 0    | 0    | 0   | 401   |
| Unión Soviética               | Tver             | 1967–1986 | 0    | 0      | 306   | 0   | 0   | 0    | 0    | 0   | 306   |
| Unión Soviética               | Vladikavkaz      | 1972–1987 | 0    | 0      | 129   | 0   | 0   | 0    | 0    | 0   | 129   |
| Unión Soviética               | Volgograd        | 1967–1987 | 0    | 0      | 425   | 0   | 0   | 0    | 0    | 0   | 425   |
| Unión Soviética               | Volzhski         | 1967–1980 | 0    | 0      | 75    | 0   | 0   | 0    | 0    | 0   | 75    |
| Unión Soviética               | Vorónezh         | 1977–1986 | 0    | 0      | 209   | 0   | 0   | 0    | 0    | 0   | 209   |
| Unión Soviética               | Yekaterimburgo   | 1964–1986 | 0    | 0      | 530   | 0   | 0   | 0    | 0    | 0   | 530   |
| Unión Soviética               | Zaporizhia       | 1966–1987 | 0    | 0      | 304   | 0   | 0   | 0    | 0    | 0   | 304   |
|                               |                  | Total     | 1369 | 911    | 11368 | 247 | 118 | 46   | 4    | 50  | 14113 |